# Lost and Delirious
Lost and Delirious  (engl. „verloren und außer sich“) ist ein dramatischer Jugendfilm der Regisseurin Léa Pool aus dem Jahr 2001. In den Hauptrollen sind Mischa Barton und Piper Perabo zu sehen. 

## Handlung
Mary, ein junges Mädchen, dessen Mutter vor drei Jahren gestorben ist, wird vom Vater und der Stiefmutter in ein Mädcheninternat geschickt.
Sie teilt sich ein Zimmer mit Pauline (Spitzname: Paulie) und Victoria (Spitzname: Tori). Paulie und Tori sind mehr als nur gute Freundinnen, sie sind ineinander verliebt. Als Toris jüngere Schwester die beiden zusammen im Bett ertappt, fürchtet Tori ihre erzkonservativen Eltern. Sie beendet ihre Beziehung zu Paulie und wendet sich einem an ihr interessierten Jungen zu, um den Konventionen zu entsprechen.
Unterdessen wird Paulie von Tori und den restlichen Mitschülern gemieden.
Bis auf Mary hat sie nun niemanden mehr. 
Die rebellische Paulie verkraftet den Verlust nicht. Sie stürzt immer mehr in Verzweiflung, auch weil ihre von ihr nie gekannte leibliche Mutter den ersehnten Kontakt ablehnt.
Auch ihre Bemühungen, um ihre Liebe zu kämpfen, enden für Paulie in einem Nervenzusammenbruch.
Letztendlich stürzt sie sich mit einem Falken, den sie wieder gesund gepflegt hat und mit dem sie sich stark identifiziert, vom Schulgebäude.
Die Endszene deutet an, dass Paulie davon fliegt wie der Falke.

## Hintergrund
Die Handlung basiert auf dem Roman Böse Mädchen (The Wives of Bath, 1993) der kanadischen Jugendbuchautorin Susan Swan. Es ist der erste englischsprachige Film der aus der Schweiz stammenden kanadischen Regisseurin Léa Pool. Gedreht wurde in der kanadischen Provinz Québec vom 23. Mai bis 8. Juli 2000. 
Der Fernsehtitel lautet Lost and delirious – Verrückt nach Liebe bzw. Lost and Delirious – Bezaubernde Biester. Der Film erschien in deutscher Sprache auf DVD und VHS-Kassette.

## Kritiken
Das Lexikon des internationalen Films beschreibt den Film als „Bereicherung im Angebot des anspruchsvollen Jugendfilms, die sich recht unsentimental darstellt, wenn auch nicht frei von Klischees ist.“ Laut Duane Byrge (im Hollywood Reporter, 2. Februar 2001) regt die Handlung zum Nachdenken an und lädt zum Mitleiden ein.
Roger Ebert bezeichnete in der Chicago Sun-Times vom 13. Juli 2001 den Film als inspirierend und bewegend.

## Synchronisation
| Rolle                  | Schauspieler       | Synchronsprecher         |
| ---------------------- | ------------------ | ------------------------ |
| Mary „Mouse“ Bedford   | Mischa Barton      | Stefanie von Lerchenfeld |
| Pauline „Paulie“ Oster | Piper Perabo       | Veronika Neugebauer      |
| Victoria „Tori“ Moller | Jessica Paré       | Stephanie Kellner        |
| Fay Vaughn             | Jackie Burroughs   | Uschi Wolff              |
| Eleanor Bannet         | Mimi Kuzyk         | Dagmar Dempe             |
| Joe Menzies            | Graham Greene      | Reinhard Brock           |
| Allison Moller         | Emily VanCamp      | Maren Rainer             |
| Kara                   | Caroline Dhavernas |                          |

## Auszeichnungen (Auswahl)
2001 gewann Léa Pool beim Stockholm International Film Festival den Publikumspreis. Kameramann Pierre Gill erhielt 2001 einen Preis beim Festival Internacional de Cine de Mar del Plata sowie 2002 einen Genie Award für die beste Kameraarbeit. Der Film wurde zudem mit dem Prix Jutra ausgezeichnet.